# Stimmhafter lateraler velarer Approximant
Der stimmhafte laterale velare Approximant (ein stimmhafter, lateraler, am hinteren Zungenrücken gebildeter Approximant) hat in verschiedenen Sprachen folgende lautliche und orthographische Realisierungen:
- Englisch [⁠ʟ⁠]: L, l